# 盧卡-梅萊什基夫斯卡

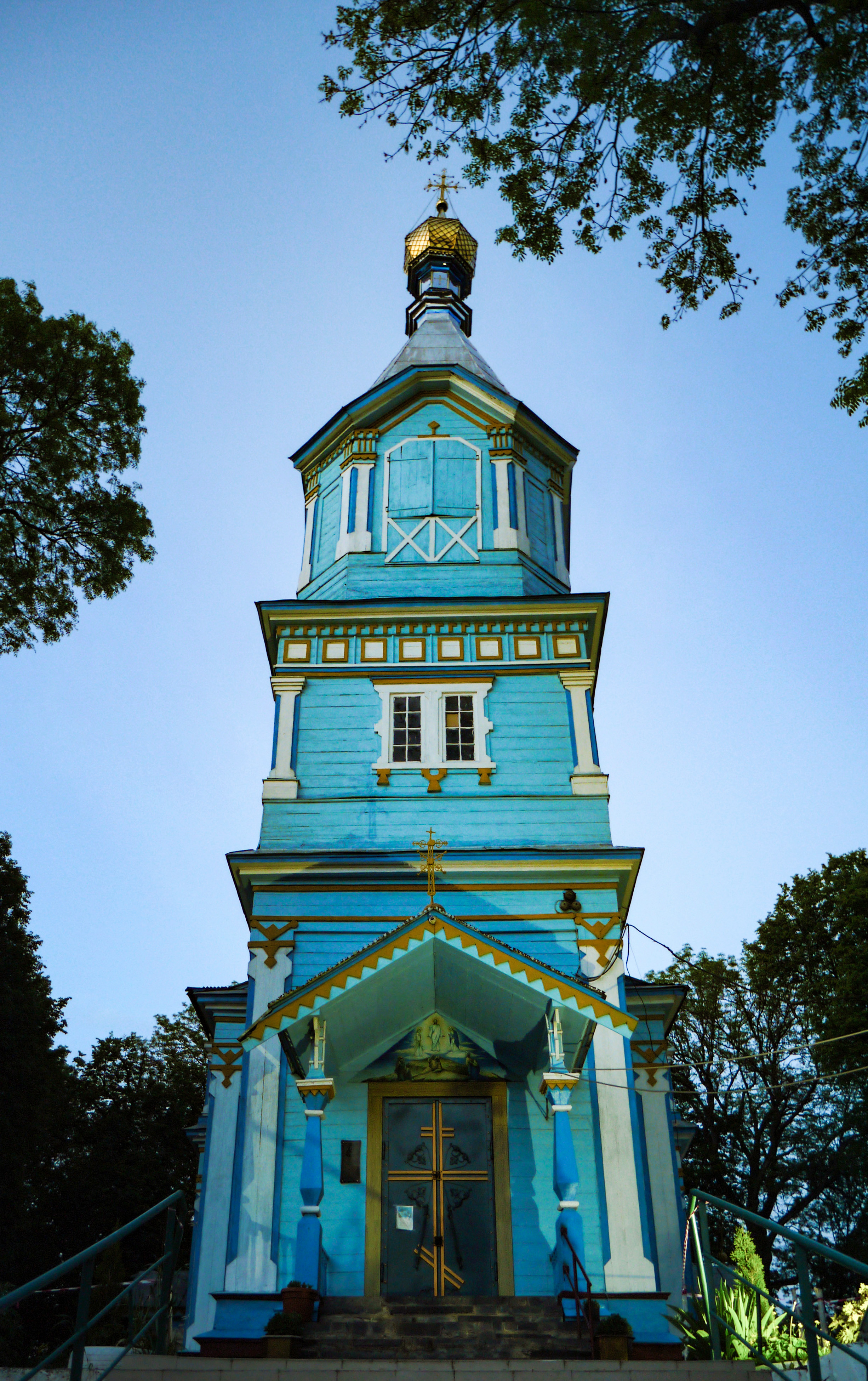
教堂

49°10′20″N 28°29′26″E / 49.17222°N 28.49056°E
盧卡-梅萊什基夫斯卡（烏克蘭語：Лука-Мелешківська）是位於烏克蘭西南部的村莊，由文尼察州文尼察區的盧卡-梅萊什基夫斯卡市鎮負責管轄。該村始建於1560年，面積0.78平方公里，海拔高度286米，2001年人口3,597，人口密度每平方公里4,635.31人。